# Prva slovenska nogometna liga 2006-2007
La Prva slovenska nogometna liga 2006-2007 (in lingua italiana: Primo campionato calcistico sloveno 2006-2007), detta anche Prva liga Telekom Slovenije 2006-2007 per motivi di sponsorizzazione, abbreviata in 1. SNL 2006-2007, è stata la sedicesima edizione della massima serie del campionato di calcio sloveno, disputata tra il 29 luglio 2006 e il 26 maggio 2007 e conclusa con la vittoria del Domžale, al suo primo titolo.
Capocannoniere del torneo fu Nikola Nikezić (Gorica), con 22 reti.
Nel ranking UEFA 2006-07, la 1. SNL si piazzò al 35º posto (29º nel quinquennale 2002-2007).

## Formula
Come nella stagione precedente le squadre partecipanti furono 10 e disputarono un doppio turno di andata e ritorno per un totale di 36 partite. L'ultima fu retrocessa, mentre la penultima disputò uno spareggio con la seconda classificata della Druga slovenska nogometna liga per la permanenza in massima serie.
Le squadre qualificate alle coppe europee furono quattro: i campioni alla UEFA Champions League 2007-2008, la seconda classificata e la vincitrice della coppa nazionale alla Coppa UEFA 2007-2008 e un ulteriore club alla Coppa Intertoto 2007.

## Squadre partecipanti
| Squadra      | Città       | Stadio              | Stagione 2005-06 | Stagione 2005-06 |
| Squadra      | Città       | Stadio              | Pos.             | Divisione        |
| ------------ | ----------- | ------------------- | ---------------- | ---------------- |
| HIT Gorica   | Nova Gorica | Stadio Športni Park | 1°               | 1. SNL           |
| Domžale      | Domžale     | Športni park        | 2°               | 1. SNL           |
| Koper        | Capodistria | Stadio Bonifika     | 3°               | 1. SNL           |
| Maribor      | Maribor     | Stadion Ljudski vrt | 4°               | 1. SNL           |
| Drava        | Ptuj        | Mestni stadion      | 5º               | 1. SNL           |
| MIK CM       | Celje       | Arena Petrol        | 6°               | 1. SNL           |
| Nafta        | Lendava     | Športni park        | 7º               | 1. SNL           |
| Primorje     | Aidussina   | Mestni stadion      | 8°               | 1. SNL           |
| Bela Krajina | Črnomelj    | Stadion Loka        | 9°               | 1. SNL           |
| Interblock   | Lubiana     | Stadion ŽŠD         | 1°               | 2. SNL           |

## Classifica
|                     | Pos. | Squadra      | Pt | G  | V  | N  | P  | GF | GS | DR  |
| ------------------- | ---- | ------------ | -- | -- | -- | -- | -- | -- | -- | --- |
| Slovenia (bandiera) | 1.   | Domžale      | 75 | 36 | 21 | 12 | 3  | 64 | 29 | +35 |
|                     | 2.   | Gorica       | 58 | 36 | 17 | 7  | 12 | 66 | 63 | +3  |
|                     | 3.   | Maribor      | 57 | 36 | 15 | 12 | 9  | 64 | 50 | +14 |
|                     | 4.   | Drava Ptuj   | 55 | 36 | 15 | 10 | 11 | 61 | 52 | +9  |
|                     | 5.   | Primorje     | 55 | 36 | 15 | 10 | 11 | 52 | 47 | +5  |
|                     | 6.   | Koper        | 45 | 36 | 10 | 15 | 11 | 51 | 46 | +5  |
|                     | 7.   | Celje        | 45 | 36 | 11 | 12 | 13 | 54 | 51 | +3  |
|                     | 8.   | Nafta        | 45 | 36 | 12 | 9  | 15 | 45 | 59 | −14 |
|                     | 9.   | Interblock   | 26 | 36 | 5  | 11 | 20 | 34 | 68 | −34 |
|                     | 10.  | Bela Krajina | 25 | 36 | 5  | 10 | 21 | 38 | 64 | −26 |
| Fonte: wildstat.com |      |              |    |    |    |    |    |    |    |     |

Legenda:
      Campione di Slovenia e qualificato alla UEFA Champions League 2007-2008
      Qualificato alla Coppa UEFA 2007-2008.
      Ammesso alla Coppa Intertoto UEFA 2007.
  Partecipa allo spareggio.
  Retrocesso direttamente.
      Retrocesso in 2. SNL 2007-2008.
      Escluso dal campionato.
Regolamento:
Tre punti a vittoria, uno a pareggio, zero a sconfitta.
In caso di arrivo di due o più squadre a pari punti, la graduatoria viene stilata secondo la classifica avulsa tra le squadre interessate (= scontri diretti).

### Spareggio
L'Interblock incontrò il Bonifika, secondo in 2. SNL 2006-2007, con gare di andata e ritorno. Vinse e rimase in massima serie.
| Lubiana 2 giugno 2007, ore 17:00 Andata                                                 | Interblock | 3 – 1 referto | Bonifika | Stadion ŽŠD (1 000 spett.) |
| \| \| \| \| \| Wakui 13’ Pavlović 17’ (rig.) Gerić 73’ \| Marcatori \| 33’ Lizalović \| |            |               |          |                            |
|                                                                                         |            |               |          |                            |
| Wakui 13’ Pavlović 17’ (rig.) Gerić 73’                                                 | Marcatori  | 33’ Lizalović |          |                            |

| Capodistria 6 giugno 2007, ore 17:00 Ritorno          | Bonifika  | 1 – 1 referto | Interblock | Stadio Bonifika (700 spett.) |
| \| \| \| \| \| Begić 60’ \| Marcatori \| 3’ Salkić \| |           |               |            |                              |
|                                                       |           |               |            |                              |
| Begić 60’                                             | Marcatori | 3’ Salkić     |            |                              |

## Risultati
|                     | Dom  | Gor  | Mar  | Dra  | Pri  | Kop  | Cel  | Naf  | Int  | B.K  |
| ------------------- | ---- | ---- | ---- | ---- | ---- | ---- | ---- | ---- | ---- | ---- |
| Domžale             | –––– | 1–0  | 3–1  | 1–1  | 3–1  | 3–2  | 0–0  | 6–2  | 1–0  | 1–0  |
| Domžale             | –––– | 4–0  | 3–0  | 2–0  | 1–1  | 2–1  | 0–0  | 3–0  | 3–0  | 1–0  |
| Gorica              | 0–0  | –––– | 1–4  | 3–2  | 3–1  | 1–0  | 2–0  | 2–0  | 5–0  | 1–4  |
| Gorica              | 6–1  | –––– | 4–1  | 2–1  | 1–3  | 1–7  | 1–3  | 2–1  | 3–2  | 3–2  |
| Maribor             | 1–1  | 1–1  | –––– | 1–0  | 2–0  | 1–1  | 2–0  | 1–3  | 3–2  | 3–0  |
| Maribor             | 2–0  | 3–2  | –––– | 1–1  | 1–1  | 0–0  | 2–2  | 6–2  | 3–0  | 2–1  |
| Drava               | 1–1  | 3–1  | 1–1  | –––– | 0–2  | 2–1  | 2–2  | 3–0  | 0–2  | 4–2  |
| Drava               | 1–2  | 6–4  | 1–1  | –––– | 1–1  | 2–1  | 3–1  | 3–1  | 3–0  | 1–6  |
| Primorje            | 0–2  | 3–3  | 3–2  | 1–0  | –––– | 0–0  | 2–0  | 1–0  | 3–1  | 2–0  |
| Primorje            | 0–4  | 1–2  | 3–1  | 1–3  | –––– | 2–1  | 2–3  | 3–0  | 3–2  | 2–1  |
| Koper               | 1–1  | 1–1  | 2–2  | 1–0  | 0–0  | –––– | 0–2  | 2–2  | 3–1  | 2–2  |
| Koper               | 1–1  | 1–2  | 2–1  | 1–2  | 0–2  | –––– | 2–0  | 3–1  | 1–1  | 2–1  |
| Celje               | 1–3  | 0–0  | 1–3  | 3–3  | 2–0  | 1–1  | –––– | 1–2  | 1–1  | 5–0  |
| Celje               | 1–4  | 1–3  | 4–1  | 0–0  | 3–1  | 2–3  | –––– | 0–1  | 1–1  | 4–0  |
| Nafta               | 1–2  | 2–0  | 1–1  | 1–1  | 2–0  | 1–1  | 2–1  | –––– | 2–2  | 1–0  |
| Nafta               | 0–0  | 2–0  | 0–4  | 1–3  | 1–1  | 1–0  | 1–1  | –––– | 3–1  | 1–2  |
| Interblock          | 2–2  | 1–1  | 0–2  | 0–1  | 0–4  | 2–2  | 2–4  | 1–4  | –––– | 1–1  |
| Interblock          | 0–0  | 0–3  | 1–2  | 2–0  | 0–0  | 0–1  | 0–1  | 2–0  | –––– | 1–0  |
| Bela Krajina        | 1–2  | 1–1  | 2–1  | 2–4  | 2–2  | 2–2  | 1–1  | 0–0  | 0–1  | –––– |
| Bela Krajina        | 1–0  | 0–1  | 1–1  | 0–2  | 0–0  | 1–2  | 0–2  | 0–3  | 2–2  | –––– |
| Fonte: wildstat.com |      |      |      |      |      |      |      |      |      |      |

## Statistiche

### Classifica marcatori
| Pos.               | Giocatore          | Squadra        | Reti |
| ------------------ | ------------------ | -------------- | ---- |
| 1                  | Nikola Nikezić     | Domžale/Gorica | 22   |
| 2                  | Sead Zilić         | Drava Ptuj     | 17   |
| 3                  | Ermin Rakovič      | Domžale        | 16   |
| 4                  | Goran Arnaut       | Primorje       | 13   |
| 4                  | Dimitar Makriev    | Maribor        | 13   |
| 6                  | Damir Pekič        | Maribor        | 12   |
| 7                  | Mitja Zatkovič     | Primorje       | 11   |
| 7                  | Tim Matavž         | Gorica         | 11   |
| 9                  | Zlatan Ljubijankič | Domžale        | 10   |
| 9                  | Mitja Brulc        | Celje          | 10   |
| Fonte: prvaliga.si |                    |                |      |